# Bellencombre
Bellencombre je francouzská obec v departementu Seine-Maritime v regionu Normandie. Žije zde 577 obyvatel.

## Poloha obce

### Sousední obce
| Růžice kompasu | Saint-Hellier | Les Grandes-Ventes | Ardouval | Růžice kompasu |
| Růžice kompasu | Val-de-Scie   | Sever              |          | Růžice kompasu |
| Růžice kompasu | Val-de-Scie   | Bellencombre       |          | Růžice kompasu |
| Růžice kompasu | Val-de-Scie   | Jih                |          | Růžice kompasu |
| Růžice kompasu | La Crique     |                    | Rosay    | Růžice kompasu |